# Monte Carlo Open 1976
Il Monte Carlo Open 1976 è stato un torneo di tennis giocato sulla terra rossa. È stata la 69ª edizione del Monte Carlo Open, che fa parte del World Championship Tennis 1976.
Si è giocato al Monte Carlo Country Club di Roquebrune-Cap-Martin in Francia vicino a Monte Carlo, dal 13 al 19 aprile 1976.

## Campioni

### Singolare
Guillermo Vilas ha battuto in finale  Wojciech Fibak con il punteggio di 6–1, 6–1, 6–4

### Doppio
Wojciech Fibak /  Karl Meiler hanno battuto in finale  Björn Borg /  Guillermo Vilas con il punteggio di 7–6, 6–1